# Нукеева, Жибек
Жибек Нукеева (кирг. Жибек Нукеева; 27 февраля 1995, Бишкек — 16 июля 2017, Стамбул) — кыргызская модель и обладательница титула конкурса красоты, получившая титул «Мисс Кыргызстан 2013».

## Биография
Родилась 27 февраля 1995 года в Бишкеке. Несколько месяцев жила во французском городе Гренобль, где изучала французский язык и бизнес-менеджмент.
В 2013 году принимала участие в конкурсах «Мисс Кыргызстан 2013» и «Мисс Мира 2013», где представляла свою страну.
Умерла 16 июля 2017 года от хондросаркомы — редкого рака, поражающего кости и суставы. На тот момент она жила в Бишкеке, но её семья отправила её в Турцию для прохождения более качественного лечения. В дальнейшем потребовалось 80 000 долларов на операцию в Праге. Но после сбора 6172 долларов она умерла, поскольку рак уже распространился на другие части тела.
Была матерью мальчика, родившегося в ноябре 2016 года.